# Microcebus arnholdi
Microcebus arnholdi (лат.) — вид мышиных лемуров.

## Классификация
Голотип был обнаружен в ноябре 2005 года и впервые описан в 2008 году. Согласно генетическому анализу, ближайшим родственником является Microcebus sambiranensis.

## Описание
Среднего размера мышиный лемур, достигает длины головы и тела 8,1 см и длины хвоста от 12,9 см; средняя масса 49,7 г. Спинной мех — смесь тёмно-коричневого, красноватого и серого, хвост имеет тёмно-коричневую центральную полосу, которая начинается у основания, тёмно-коричневый на конце. Брюхо от белого до кремового цвета с сероватым отливом. Голова красновато-коричневая, нос и область вокруг глаз тёмно-коричневые. Белая полоса простирается от голого носа до ямки между глазами.

## Распространение
Известный ареал — небольшая по площади местность на Мадагаскаре к северо-западу от реки Ируду. Возможно встречается в национальном парке «Montagne d’Ambre». Площадь ареала оценивается менее, чем в 160 км2.

## Статус популяции
Международный союз охраны природы присвоил этому виду охранный статус «В опасности» (англ. Endangered). Основные угрозы виду — уничтожение среды обитания для нужд сельского хозяйства и охота.